# NGC 1686
NGC 1686 (другие обозначения — MCG -3-13-19, PGC 16239) — спиральная галактика (Sbc) в созвездии Эридана. Открыта Фрэнком Ливенвортом в 1885 году. Описание Дрейера: «очень тусклый, очень маленький, вытянутый в позиционном угле 30° объект».
Этот объект входит в число перечисленных в оригинальной редакции «Нового общего каталога». Вторая версия Индекс-каталога содержит исправленные координаты относительно указанных в Новом общем каталоге.
Галактика наблюдается с ребра и в ней заметно искривление тонкого диска, что вероятно вызвано гравитационным взаимодействием галактики в группе. 